# Коканг
Коканг је самоуправна зона у Мјанмару (Бурми). Налази се на истоку земље и део је мјанмарске државе Шан. Коканг има 150.000 становника, претежно етничких Кинеза, који чине преко 90% становништва регије. Административни центар Коканга је Лаукаи.
Коканг је у прошлости био феудална држава, основана у 18. веку. 1897. године, подручје је укључено у састав Британске Бурме, али је задржало одређени степен аутономије. Након Другог светског рата, Бурма постаје независна, а 1960. је потписан споразум о разграничењу Бурме и Кине, чиме се Кина одрекла тврдњи о суверенитету над Кокангом. Кинези из Коканга су формирали армију Коканга и преко 10 година се борили против бурманских власти. 1989. године, побуњеници су постигли споразум са властима о формирању специјалног региона Коканг, са сопственом армијом и високим степеном аутономије. Међутим, и после овог споразума је било неколико сукоба између армија Бурме и Коканга, све док регион није дошао под пуну контролу Бурме. 
Почетком 2015. поново су избили сукоби услед покушаја армије Коканга да поврати контролу над регијом. Због овога је око 100.000 избеглица из Коканга пребегло у Кину. 